# Цюйян
Цюйя́н (кит. упр. 曲阳, пиньинь Qūyáng) — уезд городского округа Баодин провинции Хэбэй (КНР).

## История
Уезд Цюйян был создан при империи Цинь в 221 году до н. э. При империи Хань в связи с тем, что имелся уезд Сяцюйян (下曲阳县), к названию уезда Цюйян в 179 году до н. э. был добавлен иероглиф «шан», и он стал называться Шанцюйян (上曲阳县). При империи Северная Вэй в 446 году уезд Шанцюйян был присоединён к уезду Синьши.
В 500 году уезд Шанцюйян был воссоздан. При империи Северная Ци в 556 году в связи с тем, что уезд Сяцюйян был разделён на два других уезда, из названия уезда Шанцюйян убрали иероглиф «шан», и он вновь стал называться Цюйян. При империи Суй в 586 году уезд был переименован в Шии (石邑县), но в следующем году он получил название Хэнъян (恒阳县), так как находился на южной («янской») стороне горы Хэншань.
При империи Тан в 820 году, когда на престол взошёл император Му-цзун, чьим личным именем было «Ли Хэн», из-за политики табу на имена стало необходимым убрать иероглиф «хэн» из названия уезда, и он вновь был переименован в Цюйян.
В 1949 году был образован Специальный район Динсянь (定县专区), и уезд вошёл в его состав. В 1954 году Специальный район Динсянь был расформирован, и уезд вошёл в состав Специального района Баодин (保定专区). В 1958 году уезд Цюйян был присоединён к уезду Динсянь, но в 1962 году воссоздан.
В 1968 году Баодинский специальный район был переименован в Округ Баодин (保定地区). Постановлением Госсовета КНР от 23 декабря 1994 года округ Баодин и город Баодин были расформированы, а на их территории был образован Городской округ Баодин.

## Административное деление
Уезд Цюйян делится на 5 посёлков и 13 волостей.